# Lista de capitais nacionais temáticas no Brasil
Esta lista elenca os municípios brasileiros que receberam, do Congresso Nacional do Brasil, por meio de lei federal, o título de "Capital Nacional" em algum tema de relevância cultural, industrial, esportiva, científica ou social. São as chamadas capitais temáticas do Brasil.
Lista de municipios detentores da titulação:
 Amazonas
- Parintins (AM), Capital Nacional do Boi Bumbá

 Espírito Santo
- Alfredo Chaves (ES), Capital Nacional do Inhame

 Maranhão
- São Luís (MA), Capital Nacional do Bumba meu Boi

 Mato Grosso do Sul
- Campo Grande (MS), Capital Nacional do Chamamé
- Três Lagoas (MS), Capital Nacional da Celulose

 Mato Grosso
- Sorriso (MT), Capital Nacional do Agronegócio

 Minas Gerais
- Salinas (MG), Capital Nacional da Cachaça

 Paraná
- Cerro Azul, Capital Nacional da Ponkan. Lei Federal nº 14.608, de 20 de junho de 2023[2]
- Cruz Machado (PR), Capital Nacional da Erva-Mate Sombreada
- Nova Esperança (PR), Capital Nacional da Seda
- Nova Aurora (PR), Capital Nacional da Tilápia
- Castro (PR), Capital Nacional do Leite
- Terra Roxa (PR), Capital Nacional da Moda Bebê
- Apucarana (PR), Capital Nacional do Boné

 Rio Grande do Sul
- Bagé (RS), Capital Nacional da Criação de Cavalos da Raça Puro-Sangue Inglês
- Carlos Barbosa (RS), Capital Nacional do Futsal
- Sant'Ana do Livramento (RS), Capital Nacional da Ovelha
- Guabiju (RS), Capital Nacional do Guabiju
- Gramado (RS), Capital Nacional do Chocolate Artesanal
- Esteio (RS), Capital Nacional da Solidariedade
- Ipê (RS), Capital Nacional da Agricultura Ecológica
- Nova Petrópolis (RS), Capital Nacional do Cooperativismo
- Não-Me-Toque (RS), Capital Nacional da Agricultura de Precisão
- Passo Fundo (RS),Capital Nacional da Literatura
- Ijuí (RS), Capital Nacional de Etnias
- Lagoa Vermelha (RS), Capital Nacional do Churrasco
- Teutônia (RS), Capital Nacional do Canto Coral
- Farroupilha (RS), Capital Nacional do Moscatel

 Rio de Janeiro
- Nova Iguaçu (RJ), Capital Nacional dos Cosméticos
- Teresópolis (RJ), Capital Nacional do Lúpulo

 Sergipe
- Itabaiana (SE), Capital Nacional do Caminhão

 São Paulo
- Atibaia (SP), Capital Nacional do Morango
- Cunha (SP), Capital Nacional da Cerâmica de Alta Temperatura
- Caçapava (SP), Capital Nacional do Antigomobilismo
- Barretos (SP), Capital Nacional do Rodeio
- Ilhabela (SP), Capital Nacional da Vela
- imeira (SP), Capital Nacional da Joia Folheada
- Holambra (SP) como Capital Nacional das Flores
- Olímpia (SP), Capital Nacional do Folclore
- Porto Ferreira (SP), Capital Nacional da Cerâmica Artística e da Decoração
- São Carlos (SP), Capital Nacional da Tecnologia
- Taubaté (SP), Capital Nacional da Literatura Infantil

 Santa Catarina
- Abelardo Luz (SC), Capital Nacional da Semente de Soja
- Anchieta (SC), Capital Nacional da Produção de Sementes Crioulas
- Braço do Norte (SC), Capital Nacional do Gado Jersey
- Blumenau (SC), Capital Nacional da Cerveja
- Gaspar (SC), Capital Nacional da Moda Infantil
- Imbituba (SC), Capital Nacional da Baleia Franca
- Itajaí (SC), Capital Nacional da Pesca
- Laguna (SC), Capital Nacional dos Botos (Golfinhos) Pescadores
- Joinville (SC), Capital Nacional da Dança
- Urupema (SC), Capital Nacional do Frio
- Nova Veneza (SC), Capital Nacional da Gastronomia Típica Italiana
- São Joaquim (SC), Capital Nacional da Maçã